# Zaokskij
Zaokskij è una cittadina della Russia europea centrale, situata nella oblast' di Tula; appartiene amministrativamente al rajon Zaokskij, del quale è il capoluogo.